# Walter Ortlepp

Walter Ortlepp

Walter Ortlepp (* 9. Juli 1900 in Gotha; † 23. Oktober 1971 in Aschaffenburg) war ein deutscher Politiker (NSDAP), Jurist, Polizist und Nationalsozialist, der zur Zeit des Nationalsozialismus unter anderem Polizeipräsident von Weimar, Leiter des Innenministeriums von Thüringen, SS-Brigadeführer sowie Mitglied des Reichstages war.

## Leben
Ortlepp war der Sohn eines Bankbeamten. Nach dem Besuch der Realschule und des Gymnasiums Ernestinum in Gotha legte er im Februar 1918 das Abitur ab. Zwischen Juni und November 1918 leistete Ortlepp während des Ersten Weltkrieges Kriegsdienst, unter anderem bei der Ersatzabteilung des 5./6. Garde-Feldartillerie-Regiments in Jüterbog.
Nach Entlassung aus der Deutschen Armee absolvierte er ein Studium der Rechtswissenschaften in Göttingen und Jena. Während seines Studiums gehörte er im März und April 1920 zur Zeit des Kapp-Putsches dem Studentenkorps Göttingen an. Von 1920 bis 1924 war er Mitglied des Jungdeutschen Ordens. Nach Abschluss des ersten juristischen Staatsexamens war er ab 1922 als Referendar tätig und beendete seine Ausbildung 1926 mit dem zweiten Staatsexamen. Anschließend war er bei der Staatsanwaltschaft in Weimar tätig und vom 1. Januar 1927 bis 30. Juni 1930 als Hilfsrichter am Landgericht Weimar beschäftigt. Danach wurde er durch Wilhelm Frick, dem von der NSDAP gestellten Innenminister Thüringens, zum Regierungsrat ernannt und leitete bis zum 1. August 1931 die Landeskriminalpolizeistelle bei der Polizeidirektion in Weimar. Infolge des Ausscheidens von Frick als Minister wurde Ortlepp im August 1931 als Amtsgerichtsrat nach Königsee versetzt. Unter Fritz Sauckel, dessen persönlicher Referent Ortlepp ab Juli 1933 war, wurde er im September 1932 Polizeidirektor und fungierte schließlich von Anfang April 1933 bis Anfang 1936 als Polizeipräsident von Weimar. Er war maßgeblich an dem Aufbau des thüringischen Gestapo-Apparates beteiligt. Vom 22. Januar 1936 bis zum 19. April 1936 war er in der Nachfolge von Fritz Wächtler Vertreter in der Leitung des dem Reichsstatthalter Sauckel direkt unterstellten Thüringischen Ministeriums des Innern. Vom 20. April 1936 bis zum Kriegsende war er Leiter des Innenministeriums in Thüringen. Im April 1936 erfolgte durch Adolf Hitler seine Ernennung zum Staatssekretär. Beim Generalbevollmächtigten für den Arbeitseinsatz war er als Stabsleiter Beauftragter für die Reichsministerien.
Der NSDAP trat Ortlepp erstmals im September 1923 (Mitgliedsnummer 45.154) und – nach Beendigung des Parteiverbots – zum 1. September 1927 erneut bei (Mitgliedsnummer 66.836). Von 1924 bis 1925 war er Adjutant im Frontbann, einer Auffangorganisation der zu dieser Zeit verbotenen SA. 1925 wechselte er zur wieder legalen SA und war von 1929 bis 1930 Adjutant im SA-Gausturm in Thüringen. Ortlepp war mehrere Jahre Vorsitzender des Untersuchungs- und Schlichtungsausschusses der NSDAP (USchlA) für den Gau Thüringen.
Im September 1931 wurde Ortlepp Mitglied der SS (SS-Nummer 11.319). Per Überstellungsanweisung durch Reinhard Heydrich wurde Ortlepp Ende 1933 von der SS zum SD abgeordnet, aus dem er Anfang April 1943 jedoch infolge der Umstrukturierung des SD wieder zur allgemeinen SS zurückkehrte. Beim Stab des SS-Oberabschnittes Fulda-Werra wurde er 1943 noch Führer.
Dem Stadtrat von Weimar gehörte er ab 1929 an und führte dort vom 1. Januar 1933 bis 1935 den Vorsitz. Ab August 1932 war er Mitglied des Thüringer Landtages und ab Oktober 1933 Staatsrat in Thüringen. Zudem war er von November 1933 bis zum Kriegsende Mitglied des in der Zeit des Nationalsozialismus bedeutungslosen Reichstages für den Wahlkreis 12 (Thüringen). Er war Mitglied im Nationalsozialistischen Altherrenbund und dort von 1939 bis Kriegsende Gauverbandsführer. Zudem war er von 1936 bis 1938 Präsident des DRK-Landesvereins Thüringen e. V. und von 1937 bis 1945 DRK-Generalhauptführer.
Nach Kriegsende wurde Ortlepp am 28. Mai 1945 in Plauen durch die US-Army verhaftet und in den Lagern Ziegenhain, Darmstadt und Ludwigsburg interniert. In der Entnazifizierung wurde er von der Lagerspruchkammer in Ludwigsburg im August 1948 in die Gruppe der "Hauptschuldigen" eingestuft und zu vier Jahren Arbeitslager verurteilt. Im August 1950 ordnete die Zentral-Berufungskammer für Nord-Württemberg Ortlepp in die Gruppe der "Belasteten" ein und verurteilte ihn zu dreieinviertel Jahren Arbeitslager; die durch die Internierung nach Kriegsende als verbüßt galten. Ein Gnadengesuch Ortlepps an den Ministerpräsidenten Württemberg-Badens wurde im September 1951 abgelehnt, allerdings wurde der Einzug seines Vermögens aufgehoben.
Ortlepp war im August 1948 vorläufig freigelassen worden. Bis 1953 arbeitete er als Hilfsarbeiter bei den Zellstoffwerken A.G. in Aschaffenburg. Anschließend war er bis 1960 als juristischer Mitarbeiter in verschiedenen Aschaffenburger Anwaltskanzleien tätig. Die Beamtenrechte wurden ihm im Februar 1960 wieder zuerkannt. Ab 1962 war er als Rechtsanwalt in Aschaffenburg zugelassen. Ortlepp starb im Oktober 1971 in Aschaffenburg.

## Auszeichnungen
| Ortlepps SS-Ränge  | Ortlepps SS-Ränge   |
| Datum              | Rang                |
| ------------------ | ------------------- |
| 4. September 1931  | SS-Sturmführer      |
| 1. Oktober 1932    | SS-Sturmhauptführer |
| 20. April 1933     | SS-Sturmbannführer  |
| 9. November 1933   | SS-Sturmhauptführer |
| 21. September 1933 | SS-Standartenführer |
| 20. Oktober 1935   | SS-Oberführer       |
| 20. April 1937     | SS-Brigadeführer    |

- Goldenes Parteiabzeichen
- Kriegsverdienstkreuz II. und I. Klasse ohne Schwerter
- Ehrendegen des Reichsführers SS
- Totenkopfring der SS